# 埃克托·库珀
埃克托·库珀（Héctor Cúper，1955年11月16日—）是阿根廷人，足球主教练。
庫珀球員時代主要是在阿根廷國內球會效力，司職後衛。他亦曾代表過阿根廷國家隊出賽，但並未參與任何世界杯賽事。1992年宣佈退役，終其球員生涯都只是拿過阿根廷甲組聯賽冠軍。
轉任教練後庫珀開始嶄露頭角，最先在2000年執教西班牙球會馬略卡時，帶領過球隊闖入歐洲杯賽冠軍杯決賽，只是敗給意甲的拉素。不久他轉投華倫西亞，為球會連續兩年闖入欧冠決賽，不敵皇家馬德里和拜仁慕尼黑。2001年他轉教國際米蘭，為球會取得首三甲的成績。
由於球員時代司職後衛的關係，庫珀的戰術主要以防守為主，尤其是針對後防漏洞，都會設法填補。但值得惋惜的是庫珀執教生涯中，幾乎清一色都是得到亞軍，如執教華倫西亞時拿過兩屆歐聯亞軍，在國際米蘭時即使為球會打入意甲聯賽榜首，但最後也在末數場失利，失落聯賽冠軍。故歐洲一些媒體常以「二奶命」形容庫珀，意指庫珀常在大賽功虧一簣。

## 效力球會
- Ferro Carril Oeste（1976年-1977年和1978年-1988年）
- Independiente Rivadavia（1977年）
- Club Atlético Huracán（1988年-1992年）

## 執教球會
- 颶風競技俱樂部（1992年-1995年）
- 拉努斯競技俱樂部（1995年-1997年）
- 马洛卡足球俱乐部（1997年-1999年和2004年-2006年）
- 巴伦西亚足球俱乐部（1999年-2001年）
- 国际米兰（2001年 - 2003年）
- 贝蒂斯（2007年）
- 帕爾瑪（2008年3月 - 2008年5月）
- 格魯吉亞國家足球隊（2008年 - 2009年）
- 阿瑞斯足球俱乐部（2009年 - 2011年）
- 桑坦德競技（2011年7月 - 2011年11月）
- 奧爾杜體育（英语：Orduspor）（2011年 - 2013年）
- 艾華斯爾足球會（2013年 - 2014年）
- 埃及國家足球隊（2015年 - 2018年）
- 乌茲别克斯坦国家足球队（2018年 - 2019年）

## 榮譽
拉努斯
- 南美足協盃：1996

馬約卡
- 西班牙超級盃：1998（英语：1998 Supercopa de España）

瓦倫西亞
- 西班牙超級盃：1999（英语：1999 Supercopa de España）

個人
- 唐·巴隆獎西甲年度最佳教練（英语：Don Balón Award）：1999
- 歐洲足聯年度最佳教練：2000
- 歐洲年度足球教練托馬索·馬斯特雷利獎（英语：European Football Coach of the Year）：2000
- 全球足球獎最佳阿拉伯國家隊教練（英语：Globe Soccer Awards）：2017
- 非洲足球協會年度最佳教練：2017